# Фарфоровый завод братьев Корниловых
Фарфоровый завод братьев Корниловых — завод по производству посуды и предметов декоративно-прикладного искусства в Российской Империи.
В СССР завод был переориентирован на выпуск электротехнической керамики.

## История
В 1835 году Мария Васильевна Корнилова основала на правом берегу Невы около деревни Полюстрово завод по производству изделий из фарфора. Помимо основательницы, производством управляли пятеро сыновей: Пётр (1806—1881 гг.), Михаил (1807—1886 гг.), Иван (1811—1878 гг.), Василий (1816—1878 гг.) и Яков (1818—1895 гг.). Мария Корнилова пригласила на работу специалистов с ведущих производств фарфора: заводов Попова, Гарднера, Батенина, Гитнера. При заводе была открыта школа для обучения подростков ремёслам, необходимым при производстве фарфоровых изделий. С 1837 года был объявлен приём в школу из Санкт-Петербургского воспитательного дома. Обучение продолжалось до достижения 21-летнего возраста. Занятия вели скульпторы Дмитрий Львов и Семён Тимофеев, технику гравюры преподавал Шильдер. По окончании ученикам школы выдавалось особое свидетельство. Выпускники не были обязаны оставаться работать на фабрике Корниловых.
В 1839 году братья Корниловы стали совладельцами фабрики. В 1869 году основным и единственным владельцем фабрики стал Михаил Саввинович Корнилов. К этому времени на заводе трудилось 270 человек, работали фирменные магазины в Москве и на Нижегородской ярмарке. При разделе имущества трём братьям достался магазин на Невском проспекте, три лавки и склады с продукцией фабрики в Гостином дворе. Яков Корнилов бросил фарфоровое производство и занялся живописью.
Известно, что императору Николаю I Корниловыми была поднесена ваза с эмблемой фабрики и зелёным орнаментом.
В 1886 году после смерти Михаила Корнилова завод перешёл ко вдове и семерым детям бывшего владельца и стал товариществом. Под новым названием фабрика стала работать с 1893 года.
В отличие от главного конкурента, М. С. Кузнецова, Корниловы сделали акцент не на массовость производства, а на качество исполнения, прежде всего росписи.

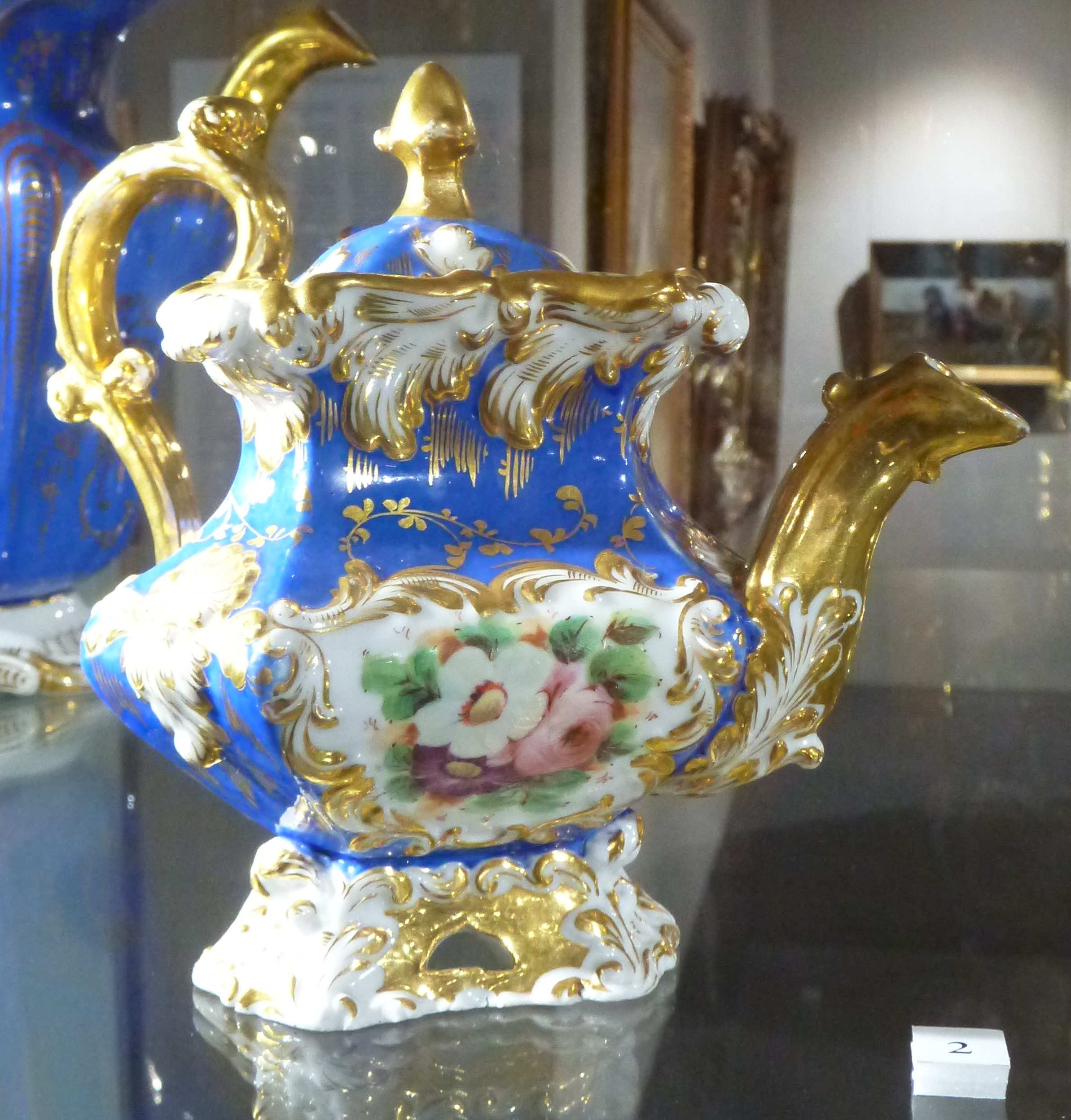
Заварочный фарфоровый чайник, выпущенный заводом братьев Корниловых в 1840-е — 1860-е годы

В 1844 году для переоборудования горнов был приглашён французский мастер Дарте. После модернизации горна и испытаний новых видов обжига доходы фабрики существенно увеличились. После переоборудования горнов Дарте получил письменную рекомендацию от Корниловых и сумел устроиться на работу на Императорский фарфоровый завод.
В 1844 году было получено право размещать на продукции государственный герб.
В середине XIX века Корниловы пробовали изготавливать продукцию не только из фарфора, но и из других видов керамики. Они арендовали завод барона Л. Ф. Корфа на Шлиссельбургском шоссе. На предприятии изготавливали фаянсовые изделия, которые стоили недорого, но отличались хорошим качеством. Спустя год производство было остановлено. В настоящее время фаянсовые изделия братьев Корниловых считаются коллекционной редкостью.
К 1870 году фабрика вырабатывала фарфоровой посуды на 165 тысяч рублей. На производстве трудилось 275 человек.
В 1875 году Корниловы купили у разорившегося завода Попова державшиеся ранее в секрете рецепты красок.
В 1879 году на заводе изготовили 10 фаянсовых унитазов по заказу императора Александра II по проекту инженера Василия Блинова.
В 1882 году в третий раз был подтверждён статус Поставщика Двора Его Императорского Величества.
В 1885 году в Российской Империи был внедрён электромагнитный способ очищения глин, повлиявший на качество продукции основных фарфоровых заводов страны. Новшество сразу было внедрено на производство Корниловых. Другим важным техническим достижением фабрики стало использование подъёмной машины для транспортировки большого количества изделий сразу.
В статистических сборниках адрес производства с 1885 по 1918 годы указан: Полюстровская набережная, дом 59.
В 1886 году в Историко-статистическом обзоре промышленности России фабрика братьев Корниловых признана лучшим частным фарфоровым заводом Российской Империи, однако с ремаркой о том, что выпускаемая ей продукция адресована лишь представителям зажиточного класса.
В 1896 году на производстве был выстроен крупнейший в Европе горн объёмом 140 кубических метров.
В 1896 году Корниловы приобрели фарфоровый завод Бенуа, пострадавший от пожара. Продукция фабрики была рассчитана на молодых дам и детей: фарфоровые украшения, игрушки и цветы.
На заводе практиковался выпуск изделий высокой ценовой категории и уровня исполнения. Это было связано с тем, что потенциальными покупателями продукции завода были чиновники, промышленники и люди торговли из Москвы и Санкт-Петербурга. Это определило стиль декора изделий Корнилова: претензию на аристократизм, но более сдержанную, чем у продукции Императорского фарфорового завода.

### В СССР
В 1917 году завод был закрыт. В 1918 году национализирован и передан в ведение Петроградского Управления научных и научно-художественных учреждений Академического центра Комиссариата народного просвещения РСФСР.
В 1922 году завод переориентирован на выпуск электротехнического фарфора, получил название «Полюстровский фарфоровый завод „Пролетарий“» и вошёл в состав Петроградского стекольно-промышленного объединения (Петростеклотрест). В 1920-х годах завод обеспечивал выполнение плана ГОЭЛРО. В 1930 году предприятие получило название «Ленинградский изоляторный завод „Пролетарий“» Всесоюзного электротехнического объединения.
В августе 1941 года, в связи с началом Великой Отечественной войны, завод частично эвакуирован на восток, в город Камышлов, где создается завод «Камизолятор» (ныне — «Урализолятор»).
В 1979 году предприятие удостоено ордена Трудового Красного знамени.
В 1992 году завод акционируется, кое-как пережил трудности переходного периода после распада СССР, но в 2004 году прекратил деятельность. На территории завода сохранились здания цехов постройки 1835, 1850, 1902 годов.

## Стиль продукции завода

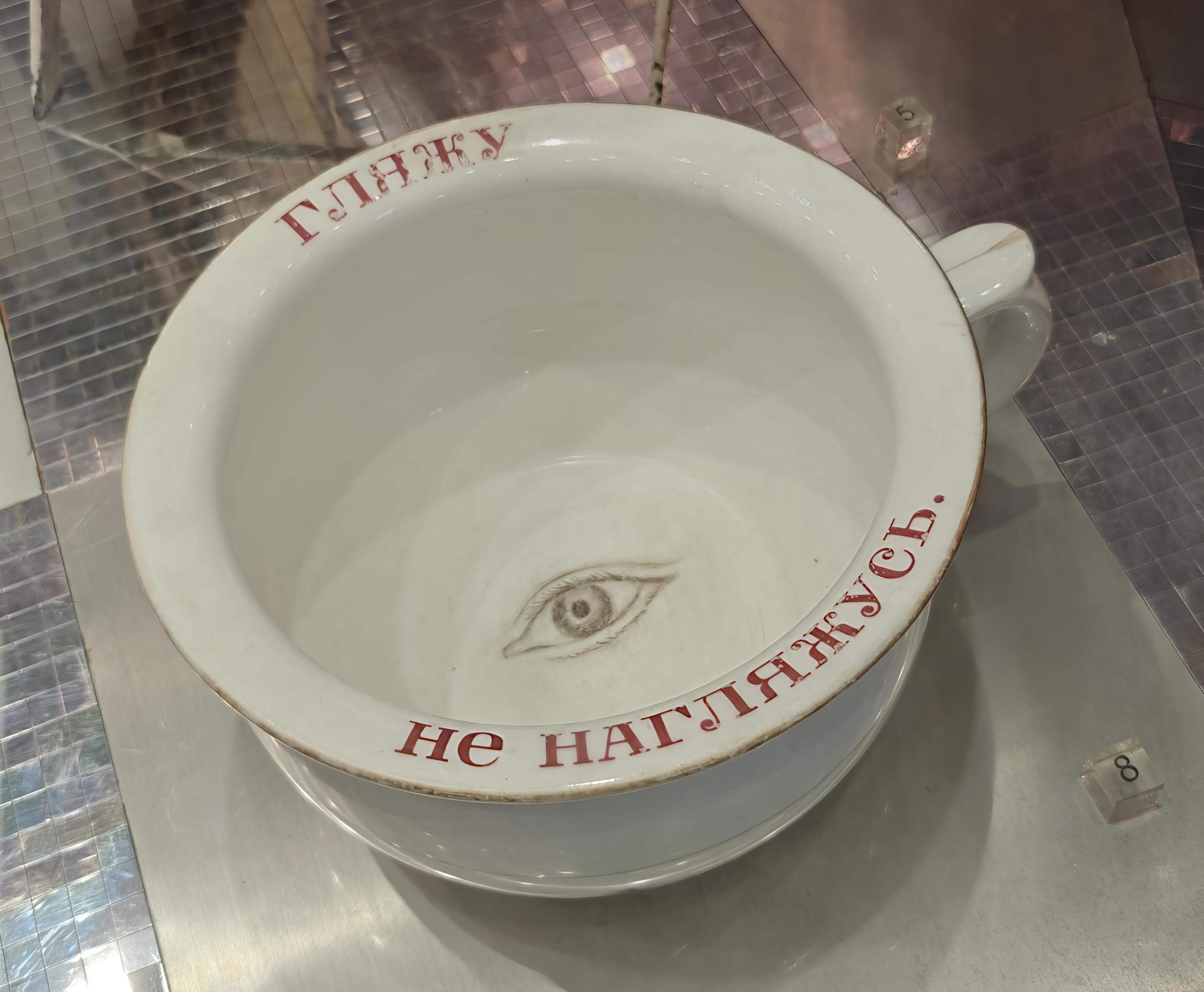
Ночная ваза производства завода. Фарфор, надглазурная роспись.

На раннем этапе на заводе братьев Корниловых копировали западные образцы фарфора и даже клейма. Основным видом выпускаемой фабрикой Корниловых продукции была посуда. Основными потребителями был «средний класс». В ранние года существования завода выпускались статуэтки. После 1850 года их производство было прекращено. Корниловская скульптура повторяла сюжеты, популярные на европейских производствах. Часто производились мейсенские статуэтки, особенно работы Кендлера. Большое влияние на статуэтки Корниловых оказала и продукция Императорского фарфорового завода, в частности, серия статуэток негров. По гравюрам, опубликованным в издании «Волшебный фонарь», были изготовлены фигурки ремесленников и торговцев.
Небольшая часть ассортимента отводилась анималистике, преимущественно статуэткам. Постаменты таких изделий выполнялись в стиле рококо. Мастера фабрики вручную расписывали статуэтки по глазурованному или неглазурованному фарфору. Дополнительная роспись золотом подчёркивала объём. Зачастую в подобные статуэтки встраивались функциональные элементы, позволяющие использовать предмет утилитарно. Например, как подсвечник.
На заводе Корниловых производились «Тоби» — скульптурные сосуды в форме фигуры человека (мужчины или женщины) в немецком национальном костюме.
Большой популярностью пользовались вазы, отличавшиеся массивностью и декоративными ручками. Ранние изделия завода включали элементы ампира (первая треть XIX века), позже появились элементы историзма. Были популярны высокие бокалы с видами Санкт-Петербурга и Москвы, повторяющие сюжеты фарфорового завода Батенина. Есть предположение, что эту роспись выполняли мастера, перешедшие с завода Батенина на завод братьев Корниловых. Через некоторое время мода на подобную роспись прошла.
Яркими образцами продукции братьев Корниловых стали изделия, выполненные в стиле «второго рококо». В рамках этого стиля выделялись отдельные элементы: ручки, лепные детали, раковины, декор в форме кораллов. Подобные изделия отличались яркими красками. Были популярны «коралловые сервизы».
С 1840-х годов популярными изделиями фабрики были кувшины, копирующие античные аски. Изделия покрывались тонким слоем серебра и жёлтым металлом. В результате блеск напоминал жемчужный. Зачастую подобные изделия комплектовались крышками из серебра. Подобные изделия были популярны вплоть до XX века.
На рокайльные изделия с волнистыми краями часто наносились орнаменты в восточном стиле. Особенно часто встречаются китайский узор «удар грома» и «цветы и птицы». На посуде размещались картуши, в центре которых размещались изображения цветов или пейзажи.
С 1870-х по 1880-е годы фабрика Корниловых выпускала изделия в неорусском стиле. Чашки и тарелки декорировались узором, напоминающим русскую народную вышивку на рушниках. На изделия наносились пословицы и поговорки.
В 1880-е годы стилистика фабрика начала расширяться. Стали популярны греческие, французские и восточные формы.
Во многом выбор актуального стиля диктовался целевой аудиторией завода: если продукцию фабрик М. С. Кузнецова приобретали региональные купцы и мещане, то производство Корниловых было ориентировано на коммерсантов и чиновников Санкт-Петербурга и Москвы.